# Леслі Істербрук
Ле́слі І́стербрук (англ. Leslie Easterbrook; 29 липня 1949) — американська акторка.

## Життєпис
Народилася 29 липня 1949 року в місті Лос-Анджелес. Виховувалася в сільській місцевості Аркадії штату Небраска в прийомних батьків Карла і Гелен Істербрук. Батько був професором музики в Університеті Карні. Він навчав Леслі грати на трубі і оперному співу. У 1967 році вона закінчила середню школу в Карні. Закінчила коледж Stephens College в Коламбії, штат Міссурі.
У 1980 році Леслі Істербрук дебютувала в кіно. Найбільшу популярність їй принесла роль Деббі Каллаган з популярної кіносерії «Поліцейська академія».
Має власний театр в Ноттінгемі, Англія: The Leslie Easterbrook Auditorium.
17 травня 1979 року одружилася з Віктором Голчаком, після розлучення взяла шлюб з Деном Вілкоксом.

## Фільмографія
| Рік       |    | Українська назва                                   | Оригінальна назва                         | Роль                                 |
| --------- | -- | -------------------------------------------------- | ----------------------------------------- | ------------------------------------ |
| 1980      | ф  | Скажи, що тобі потрібно                            | Just Tell Me What You Want                | медсестра                            |
| 1980—1983 | с  | Лаверна і Ширлі                                    | Laverne & Shirley                         | Ронда Лі                             |
| 1981—1983 | с  | Човен кохання                                      | The Love Boat                             | Венді / Еді Франклін                 |
| 1982      | с  | Острів фантазій                                    | Fantasy Island                            | Мішель                               |
| 1983      | с  | Мисливець Джон                                     | Trapper John, M.D.                        | Лоуелла                              |
| 1984      | с  | Дурні з Газзарду                                   | The Dukes of Hazzard                      | мадам Деліла                         |
| 1984      | с  | Дев'ятиметровий                                    | 1st & Ten                                 | Еллісон                              |
| 1984      | ф  | Поліцейська академія                               | Police Academy                            | сержант Каллаган                     |
| 1985      | ф  | Приватний курорт                                   | Private Resort                            | Боббі Сью                            |
| 1985—1987 | с  | Надія Райан                                        | Ryan's Hope                               | Девлін Ковальскі                     |
| 1985      | с  | Мученики науки                                     | Misfits of Science                        | секретар Стрікленда                  |
| 1986      | ф  | Поліцейська академія 3: Знову до академії          | Police Academy 3: Back in Training        | лейтенант Каллаган                   |
| 1987      | ф  | Поліцейська академія 4: Квартальна охорона порядку | Police Academy 4: Citizens on Patrol      | Каллаган                             |
| 1988      | ф  | Поліцейська академія 5: Операція Маямі-біч         | Police Academy 5: Assignment: Miami Beach | Каллаган                             |
| 1988—1995 | с  | Вона написала вбивство                             | Murder, She Wrote                         | декілька ролей                       |
| 1989      | ф  | Поліцейська академія 6: Місто в облозі             | Police Academy 6: City Under Siege        | Каллаган                             |
| 1990      | с  | Закон для всіх                                     | Equal Justice                             | Шарлін Вест                          |
| 1990      | с  | Метлок                                             | Matlock                                   | Джоанна Вілтон                       |
| 1991      | с  | Мисливець                                          | Hunter                                    | Джун Шван                            |
| 1991      | с  | Рятівники Малібу                                   | Baywatch                                  | Діта                                 |
| 1992      | с  | Тусуватися з містером Купером                      | Hangin' with Mr. Cooper                   | Тренер Джадд                         |
| 1992      | мс | Бетмен: Анімаційні серії                           | Batman: The Animated Series               | Ранда Дуейн                          |
| 1994      | ф  | Поліцейська академія 7: Місія в Москві             | Police Academy: Mission to Moscow         | капітан Каллаган                     |
| 1995      | кф | Містер Пайбек: Інтерактивне кіно                   | Mr. Payback: An Interactive Movie         | Діана Вайатт                         |
| 1997      | мс | Супермен                                           | Superman                                  | Мала                                 |
| 1997      | с  | Поліцейська академія                               | Police Academy: The Series                | Деббі Каллаган                       |
| 1998      | с  | Діагноз: убивство                                  | Diagnosis Murder                          | Хелен Фролік                         |
| 1998      | ф  | Об'єкт переслідування                              | The Hunted                                | Лінн, менеджер                       |
| 2000      | ф  | Арті-вонючка                                       | Artie                                     | учитель                              |
| 2001      | тф | Пісня жайворонка                                   | The Song of the Lark                      | Джессі Дарсі                         |
| 2001      | ф  | Маніакти                                           | Maniacts                                  | Матрон Кнюлл                         |
| 2004      | тф | Казки мухи на стіні                                | Tales of a Fly on the Wall                | мама Бада                            |
| 2005      | тф | Убивство на базі Президіо                          | Murder at the Presidio                    | Тельма «Банні» Аткінс                |
| 2005      | ф  | Визначник                                          | Long Distance                             | місіс Фрімен                         |
| 2005      | ф  | Вигнані дияволом                                   | The Devil's Rejects                       | Матуся Файрфлай                      |
| 2006      | в  | Поклик мертвих                                     | A Dead Calling                            | Мардж                                |
| 2007      | в  | Сині очі                                           | Blue Eyes                                 | Лана Гамбол                          |
| 2007      | ф  | Геловін                                            | Halloween                                 | Патті Фрост                          |
| 2007      | ф  | Дівчина моїх кошмарів                              | The Heartbreak Kid                        | мама Джоді                           |
| 2008      | ф  | Будинок                                            | House                                     | Бетті                                |
| 2009      | ф  | Транзит чорної води                                | Black Water Transit                       | Бет Таннен                           |
| 2010      | ф  | Страждаючий                                        | The Afflicted                             | Меггі                                |
| 2011      | в  | Голлівуд для початківців                           | Hollywood & Wine                          | Гетті МакДеніел                      |
| 2012      | ф  | Різанина жінок                                     | Sorority Party Massacre                   | Стелла Фаунскін                      |
| 2012      | ф  | Відображення                                       | Mirror Image                              | Філліс Браун                         |
| 2013      | ф  | Будівля клубу                                      | Clubhouse                                 | Патті Ньюмен                         |
| 2013      | ф  | Будинок чаклуна                                    | House of the Witchdoctor                  | Ірен Ван Гутен                       |
| 2014      | ф  | Бруд Лос-Анджелеса                                 | L.A. Dirt                                 | Пола Гарґров                         |
| 2014      | ф  |                                                    | The Wedding Pact                          | Донна                                |
| 2014      | ф  | Відкритий перелом                                  | Compound Fracture                         | Аннабель                             |
| 2014      | в  |                                                    | Number Runner                             | Бабетта Шіллер                       |
| 2014      | ф  |                                                    | NightLights                               | Джина                                |
| 2014      | с  |                                                    | Mr. Wang Goes to Hollywood                | сенатор Вілсон (1 епізод)            |
| 2015      | ф  |                                                    | Rivers 9                                  | Марта                                |
| 2015      | тф |                                                    | Lavalantula                               | Доріс                                |
| 2015      | ф  |                                                    | Daddy                                     | пані Маккормак                       |
| 2015      | кф |                                                    | Howl of a Good Time                       | Марта                                |
| 2016      | ф  |                                                    | Terror Birds                              | д-р Слейтер                          |
| 2016      | ф  |                                                    | Greater                                   | Барбара Берлсворт                    |
| 2016      | ф  |                                                    | Potent Media's Sugar Skull Girls          | Азраїл                               |
| 2016      | ф  |                                                    | The Killing Hour                          | Вів'єн                               |
| 2016      | кф |                                                    | Of Flesh and Bone                         | Маргарет                             |
| 2016      | ф  |                                                    | DaZe: Vol. Too (sic) - NonSeNse           | графиня Салієнса ван Вікенстайн      |
| 2016      | ф  |                                                    | 24                                        | офіцер поліції Сандерс               |
| 2017      | кф |                                                    | Prisoner                                  | жінка                                |
| 2017      | ф  |                                                    | Charlotte                                 | Марта (розділ "Howl of a Good Time") |
| 2017      | ф  |                                                    | The Neighborhood                          | Аннабелла                            |
| 2017      | ф  |                                                    | Mirror Image                              | Філліс Брауні                        |
| 2017      | ф  |                                                    | Burnout                                   | Пола                                 |
| 2017      | ф  | Бруд Алабами                                       | Alabama Dirt                              | Пола Гарґров                         |
| 2018      | ф  |                                                    | Abnormal Attraction                       | мадам Гільді                         |
| 2018      | с  |                                                    | See Ya                                    | Лейна Тернер (2 епізоди)             |
| 2018      | ф  |                                                    | Intensive Care                            | Клер                                 |
| 2018      | ф  |                                                    | Give Till It Hurts                        | Віранда                              |
| 2018      | тф |                                                    | A Christmas Arrangement                   | Дороті Кромвель-Істленд              |
| 2020      | ф  |                                                    | Beast Mode                                | Зельда Зайн                          |
|           | ф  | виробництво                                        | Voices                                    | Саманта                              |
|           | кф | виробництво                                        | Body of the Mined                         | Морла                                |
|           | ф  | виробництво                                        | Stuck!                                    | Мати                                 |
|           | ф  | виробництво                                        | Vendetta                                  | Бонні Еткінс                         |
|           | ф  | виробництво                                        | The Baby Pact                             | Донна Картер                         |